# Unterseeboot 1000
L'Unterseeboot 1000 ou U-1000 est un sous-marin allemand (U-Boot) de type VIIC/41 utilisé par la Kriegsmarine pendant la Seconde Guerre mondiale.
Le sous-marin est commandé le 14 octobre 1941 à Hambourg (Blohm + Voss), sa quille posée le 18 décembre 1942, il est lancé le 17 septembre 1943 et mis en service le 4 novembre 1943, sous le commandement de l'Oberleutnant zur See Willi Müller.
L'U-1000 n'endommage ni ne coule aucun navire au cours de l'unique patrouille (31 jours en mer) qu'il effectue.
Il est désarmé en septembre 1944.

## Conception
Unterseeboot type VII, l'U-1000 avait un déplacement de 769 tonnes en surface et 871 tonnes en plongée. Il avait une longueur hors-tout de 67,10 m, un maître-bau de 6,20 m, une hauteur de 9,60 m et un tirant d'eau de 4,74 m. Le sous-marin était propulsé par deux hélices de 1,23 m, deux moteurs diesel Germaniawerft M6V 40/46 de 6 cylindres en ligne de 1 400 cv à 470 tr/min, produisant un total de 2 060 à 2 350 kW en surface et de deux moteurs électriques Brown, Boveri & Cie GG UB 720/8 de 375 cv à 295 tr/min, produisant un total 550 kW, en plongée. Le sous-marin avait une vitesse en surface de 17,7 nœuds (32,8 km/h) et une vitesse de 7,6 nœuds (14,1 km/h) en plongée. Immergé, il avait un rayon d'action de 80 milles marins (150 km) à 4 nœuds (7,4 km/h; 4,6 milles par heure) et pouvait atteindre une profondeur de 230 m. En surface son rayon d'action était de 8 500 milles nautiques (soit 15 700 km) à 10 nœuds (19 km/h).
L'U-1000 était équipé de cinq tubes lance-torpilles de 53,3 cm (quatre montés à l'avant et un à l'arrière) et embarquait quatorze torpilles. Il était équipé d'un canon de 8,8 cm SK C/35 (220 coups), d'un canon antiaérien de 20 mm Flak et d'un canon 37 mm Flak M/42 qui tire à 15 350 mètres avec une cadence théorique de 50 coups par minute. Il pouvait transporter 26 mines TMA ou 39 mines TMB. Son équipage comprenait 4 officiers et 40 à 56 sous-mariniers.

## Historique
Il suit son temps d'entraînement à la 31. Unterseebootsflottille, puis rejoint la 8. Unterseebootsflottille jusqu'en septembre 1944.
Son unique patrouille de guerre se déroule du 4 au 19 juin 1944, soit 16 jours en mer. L'U-1000 croise en mer du Nord, sans succès. 
Au cours de la patrouille, le submersible porte secours à deux aviateurs britanniques de la Royal Air Force dont le Mosquito avait été abattu deux jours plus tôt par l'U-804.
Début août 1944, l'U-1000 opère quelques jours en mer Baltique pour contrer l'avancée soviétique progressant dans les eaux allemandes, sans succès.
Le 25 août 1944, alors qu'il se trouve en province de Prusse-Orientale au large de Pillau, l'U-1000 est touché par une mine aérienne britannique du champ de mines Tangerine. Sévèrement atteint, le submersible rejoint Pillau le 31 août 1944 sans aucune perte.
La totalité de son équipage est transférée dans l'U-3523, à bord duquel tous meurent l'année suivante.
L'U-1000 est désarmé le 29 septembre 1944 à Königsberg. Il est ensuite remorqué à Neustadt le 25 janvier 1945, puis échoué au Cape Rozewie (en) le 28 janvier, à la position 50° 40′ N, 18° 20′ E. Son épave est démolie en mars 1945.

## Affectations
- 31. Unterseebootsflottille du 4 novembre 1943 au 31 juillet 1944 (Période de formation).
- 8. Unterseebootsflottille du 1er août 1944 au 29 septembre 1944 (Période de formation).

## Commandement
- Oberleutnant zur See Willi Müller du 4 novembre 1943 au 29 septembre 1944.

## Patrouille(s)
|       | Commandant         | Départ          | Départ     | Arrivée         | Arrivée    | Jours    | Succès |
| ----- | ------------------ | --------------- | ---------- | --------------- | ---------- | -------- | ------ |
|       | Oblt. Willi Müller | 18 mai 1944     | Kiel       | 20 mai 1944     | Egersund   | 3 jours  |        |
| 1     | Oblt. Willi Müller | 4 juin 1944     | Egersund   | 19 juin 1944    | Bergen     | 16 jours |        |
|       | Oblt. Willi Müller | 25 juin 1944    | Bergen     | 25 juin 1944    | Arnöy      | 1 jours  |        |
|       | Oblt. Willi Müller | 27 juillet 1944 | Arnøya     | 29 juillet 1944 | Arendal    | 3 jours  |        |
|       | Oblt. Willi Müller | 12 août 1944    | Arendal    | 13 août 1944    | Kiel       | 2 jours  |        |
|       | Oblt. Willi Müller | 15 août 1944    | Kiel       | 17 août 1944    | Gotenhafen | 3 jours  |        |
|       | Oblt. Willi Müller | 26 août 1944    | Gotenhafen | 26 août 1944    | Königsberg | 1 jours  |        |
|       | Oblt. Willi Müller | 29 août 1944    | Königsberg | 29 août 1944    | Pillau     | 1 jours  |        |
|       | Oblt. Willi Müller | 31 août 1944    | Pillau     | 31 août 1944    | Pillau     | 1 jours  |        |
| Total | Total              | Total           | Total      | Total           | Total      | 31 jours | 0 t    |

Note : Oblt. = Oberleutnant zur See